# Walid Salah El-Din
Walid Salah El-Din (ur. 27 października 1971 w Kairze) – egipski piłkarz występujący podczas kariery na pozycji pomocnika.

## Kariera klubowa
Karierę piłkarską Walid Salah El-Din rozpoczął w stołecznym Al-Ahly. W jego barwach zadebiutował w sezonie 1991/1992 w pierwszej lidze egipskiej.
Z Al-Ahly siedmiokrotnie był mistrzem kraju w sezonie 1993/1994, 1994/1995, 1995/1996, 1996/1997, 1997/1998, 1998/1999 i 1999/2000. Zdobywał też: Puchar Egiptu (1991, 1992, 1993, 1996, 2001, 2003), Superpuchar Egiptu (2003, 2005), Ligę Mistrzów (2001), Puchar Zdobywców Pucharów (1993) i Superpuchar Afryki (2002). W barwach Al-Ahly rozegrał 297 meczów, w których zdobył 50 bramek.
W 2003 odszedł do Al-Ittihad Aleksandria, w którym po sezonie 2003/2004 zakończył karierę.

## Kariera reprezentacyjna
W reprezentacji Egiptu El-Din zadebiutował w 1994 roku. W 1998 roku został powołany do kadry na Puchar Narodów Afryki 1998, który zakończył się zwycięstwem Egiptu. Na turnieju w Burkina Faso wystąpił w meczu grupowym z Mozambikiem. W 1999 roku został powołany do kadry na Puchar Konfederacji 1999 w Meksyku, gdzie zagrał w meczu z Arabią Saudyjską. Od 1994 do 2001 roku rozegrał w kadrze narodowej 24 mecze, w których strzelił 2 bramki.